# Xysmalobium pedifoetidum
Xysmalobium pedifoetidum är en oleanderväxtart som beskrevs av Bester och Nicholas. Xysmalobium pedifoetidum ingår i släktet Xysmalobium och familjen oleanderväxter. Inga underarter finns listade i Catalogue of Life.